# Jaskinia na Tomaszówkach Dolnych
Jaskinia na Tomaszówkach Dolnych lub Schronisko na Tomaszówkach Dolnych Trzecie – jaskinia znajdująca się w górnej części Doliny Będkowskiej na terenie wsi Bębło w województwie małopolskim, w powiecie krakowskim, w gminie Wielka Wieś.

## Położenie
Jaskinia znajduje się w najwyższej i najdalej na północ wysuniętej skale Tomaszówek Dolnych. Jest to udostępniona wspinaczki skalnej skała Tomaszówki. Położona jest w niedużej odległości od udostępnionej turystycznie Jaskini Nietoperzowej. Oprócz tej jaskini w Tomaszówkach Dolnych znajduje się jeszcze 6 innych jaskiń i schronisk. Pod względem geograficznym jest to obszar Wyżyny Olkuskiej w obrębie Wyżyny Krakowsko-Częstochowskiej.

## Historia poznania
Początkowa część jaskini była miejscowej ludności znana od dawna. W piśmiennictwie po raz pierwszy wymienia ją Stanisław Jan Czarnowski w 1903 roku. Jaskinię zinwentaryzował Kazimierz Kowalski w 1946 r., ale wówczas nie była ona jeszcze znana w całości. Dalsze partie korytarzy odchodzące z dna studni zbadał A. Górny dopiero w 1967 r., on też w 1970 r. dokonał jej całościowej inwentaryzacji. Na przełomie lat 1993/94 grotołazi w ostatniej salce wykonali przekop i odkryli jeszcze jedna salkę, skutkiem czego długość i głębokość jaskini jeszcze się powiększyła. Nadal z zamulonych korytarzy usuwane są osady, wskutek czego długość i głębokość jaskini nadal się powiększa. Przed otworem północnym znajduje się spory nasyp usuniętych osadów.
Dawniej w dolnych partiach jaskini była ciekawa szata naciekowa i pola pereł jaskiniowych, uległy jednak zniszczeniu.

## Opis jaskini
Jaskinia ma 6 otworów i  skomplikowany system korytarzy. Tylko początkowa jej część jest łatwa do zwiedzania, w dalszych częściach korytarzy znajdują się bardzo ciasne zaciski i studnia.
Od głównego wejścia jaskini prowadzi wąski i dość wysoki korytarz przechodzący w schron pod nawisem skały. Ta część jest oświetlona światłem słonecznym. Dalej korytarz staje się wąski i odgałęzia się od niego odnoga zakończona drugim otworem. Główny korytarz prowadzi do niewielkiej salki, a z niej przez dwa otwory do następnej, większej. Zachowały się w niej jeszcze resztki polew. Za 1,5 metrowym progiem i otworem zaczyna się pochyła studzienka o długości 9 m. (możliwa jest do pokonania przez zapieraczkę, ale lepiej użyć liny i dwóch spitów). Z dna studzienki odchodzi wąska szczelina przegrodzona skrajnie trudnymi zaciskami. Po ich pokonaniu dochodzi się do ciasnej salki zwężającej się w szczelinę o rozmiarach 20 × 15 cm. Czuć w niej słaby przewiew. Dla człowieka jest ona niemożliwa do przejścia, przelatują przez nią jednak nietoperze. Drugą szczeliną poprzez bardzo ciasny zacisk można przejść  do największej z dolnych sal. Wykonano w niej dwa przekopy; jeden 1,5 metrowej głębokości w dnie i drugi prowadzący do równoległej szczeliny.
Jaskinia ma namulisko początkowo kamienne, w głębszych partiach gliniaste. Licznie występują w niej nietoperze podkowiec mały Rhinolophus hipposideros, podkowiec duży Rhinolophus ferrumequinum, nocek duży Myotis myotis,  nocek Brandta Myotis brandti, gacek brunatny Plecotus auritus, mopek zachodni Barbastella barbastellus. Ze zwierząt obserwowano ponadto pajęczaki, głównie sieciarze jaskiniowe Meta menardi, muchówki, komary, motyle szczerbówkę ksieni Scoliopteryx libatrix i paśnika jaskińca Triphosa dubitata. 

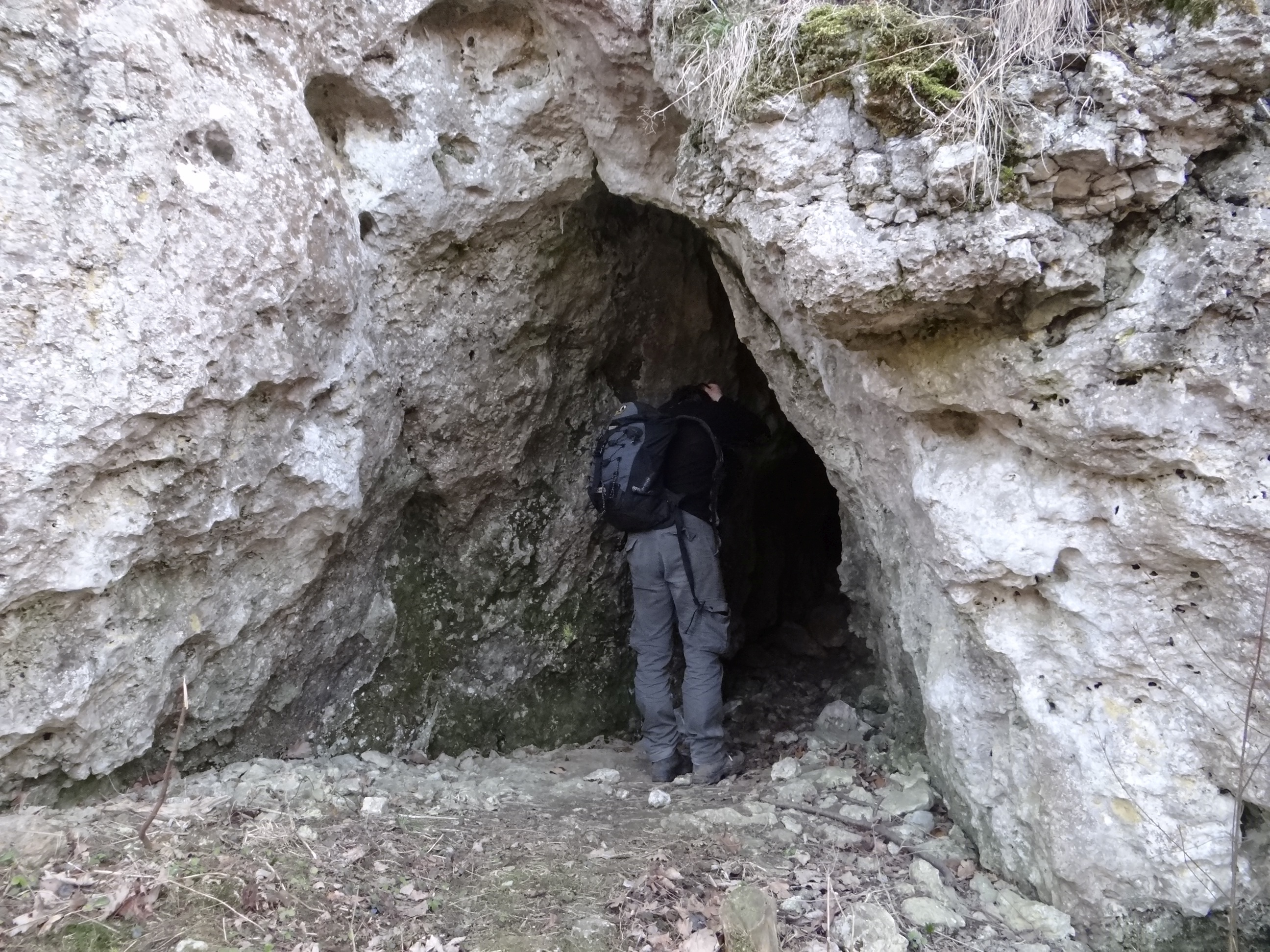
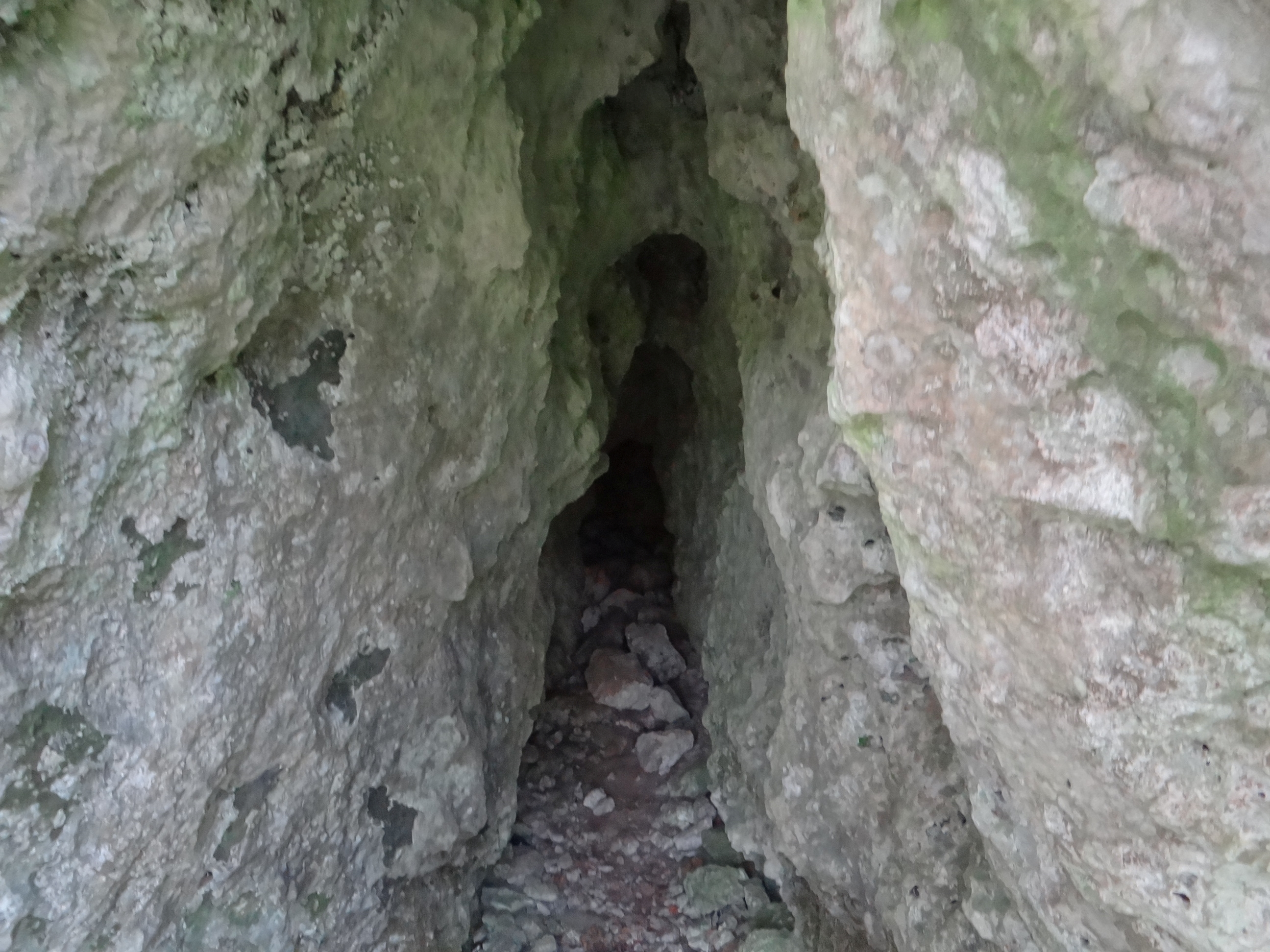
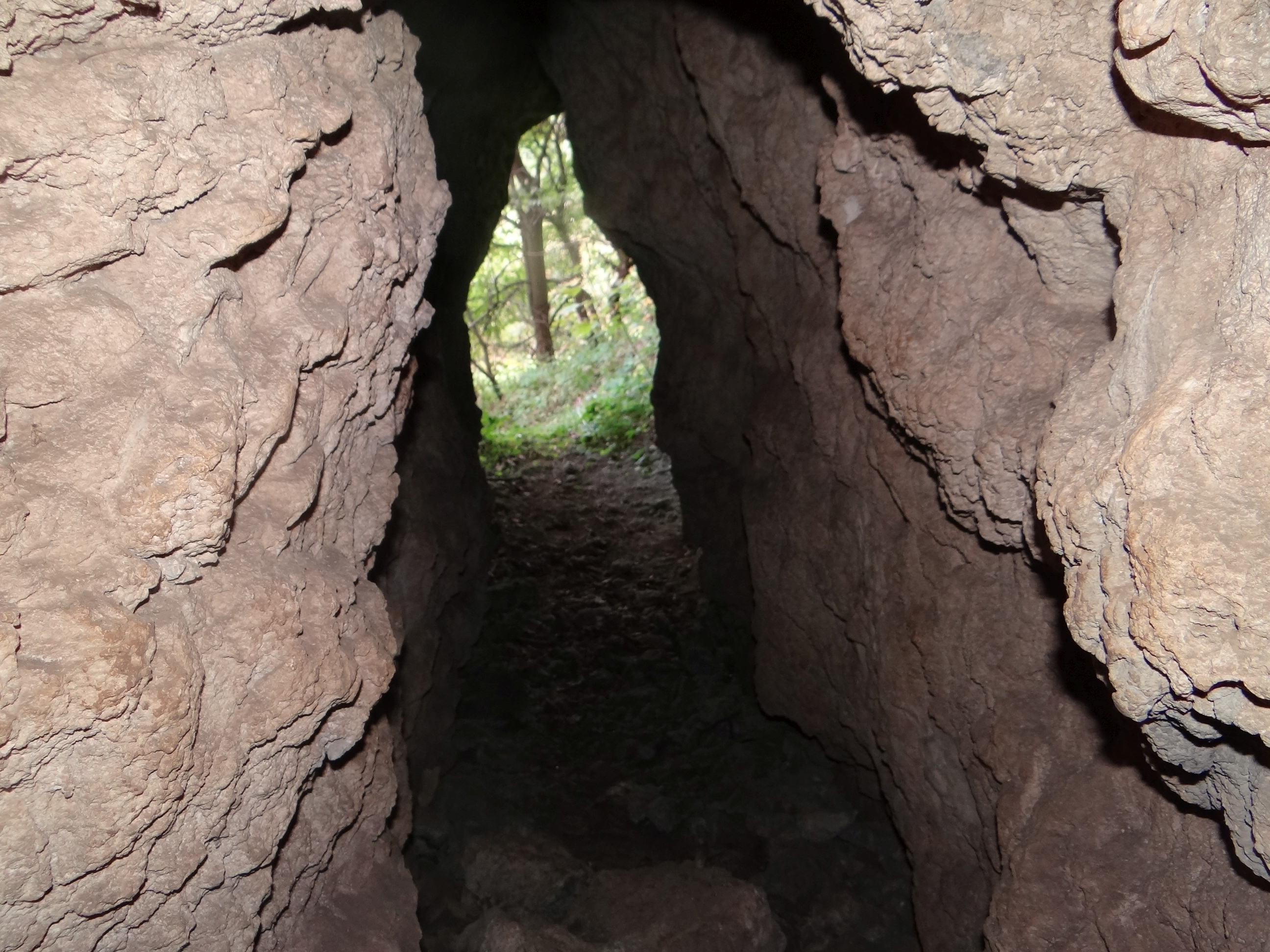
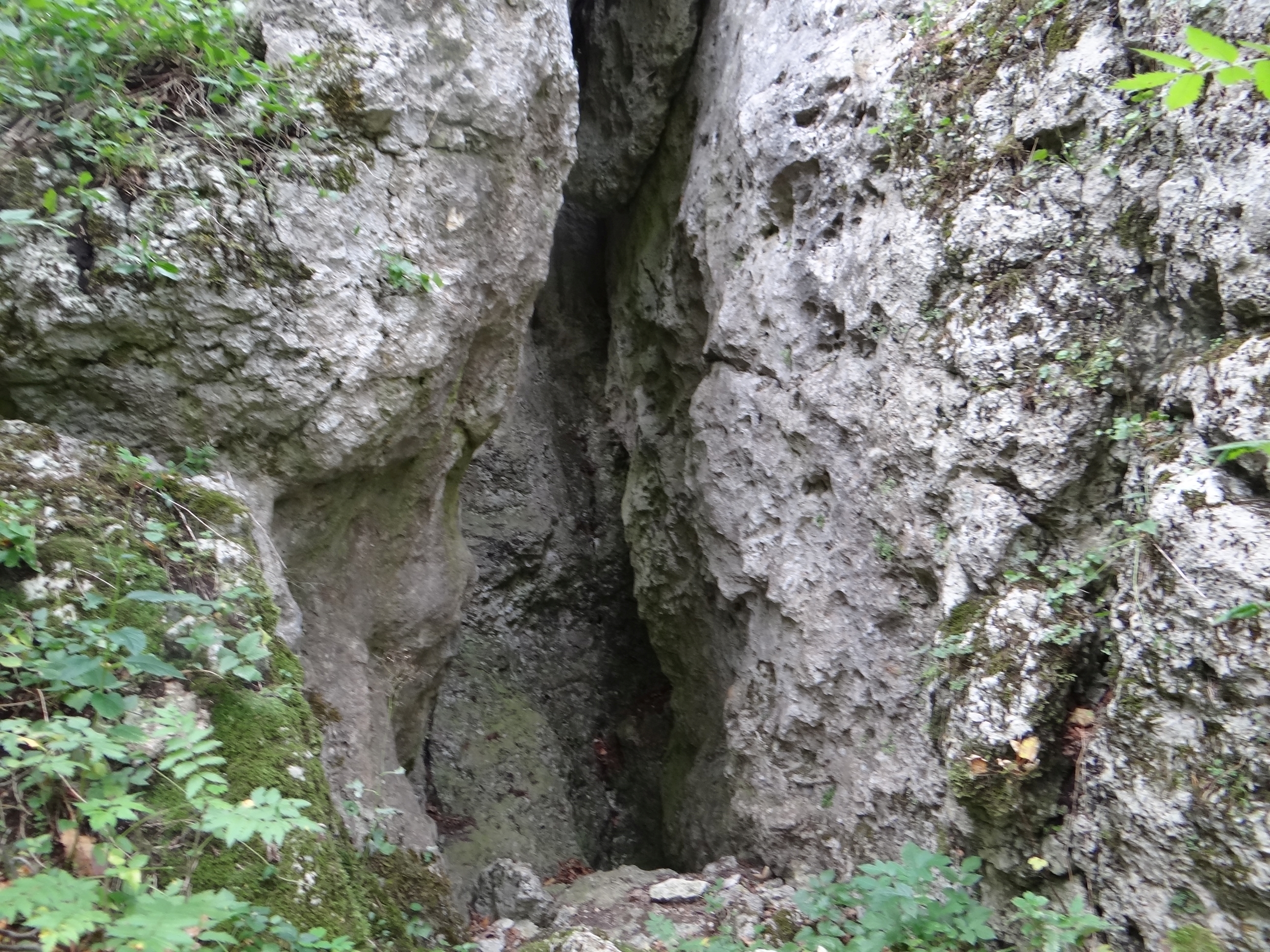
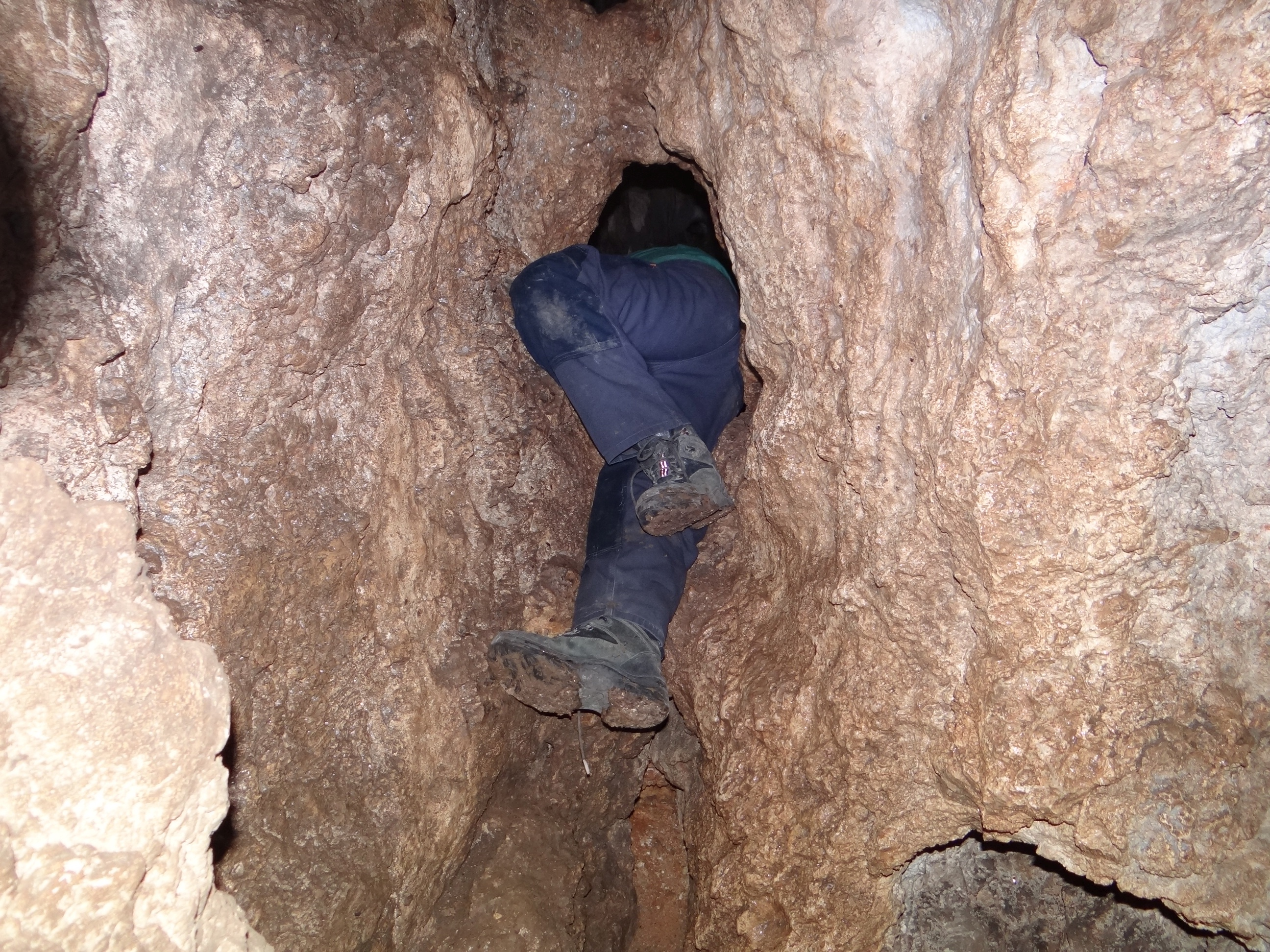